# Đảo Necker (Hawaii)
Đảo Necker (tiếng Anh: Necker Island, tiếng Hawaii: Mokumanamana) là một đảo đá khô cằn thuộc quần đảo Tây Bắc Hawaii. Tên gọi Mokumanamana xuất phát từ truyền thuyết của Hawaii và có nghĩa là "đảo phân nhánh". Đảo nằm dưới sự quản lý hành chính của quận Honolulu, tiểu bang Hawaii, Hoa Kỳ.

## Địa lý

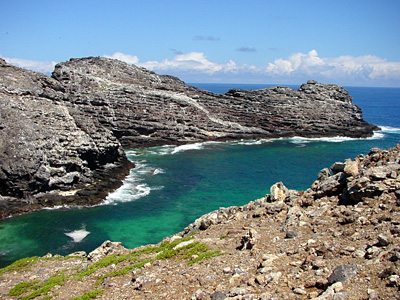
Vịnh Shark - một vịnh nhỏ ở đảo Necker

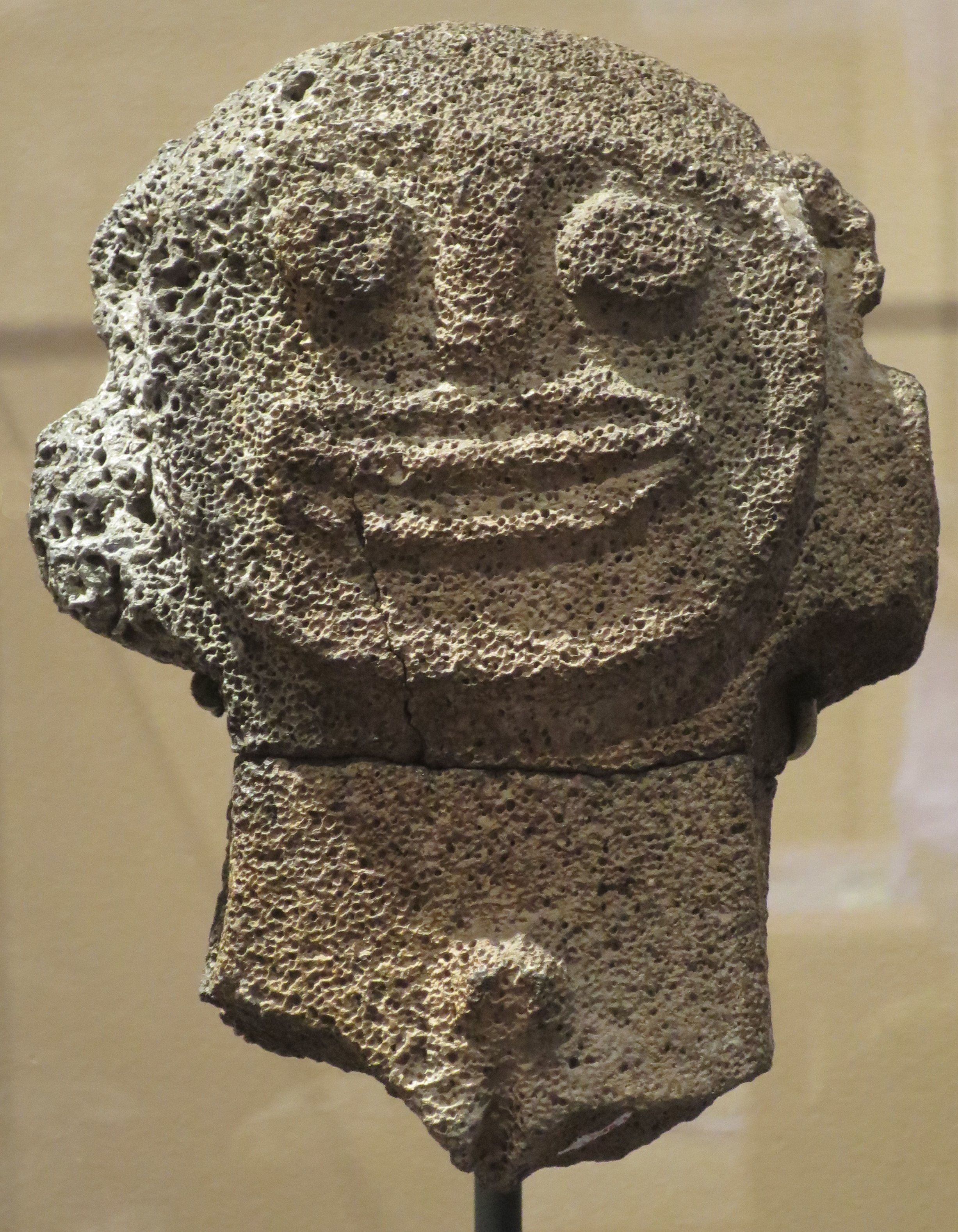
Một tượng đầu người làm từ đá bazan

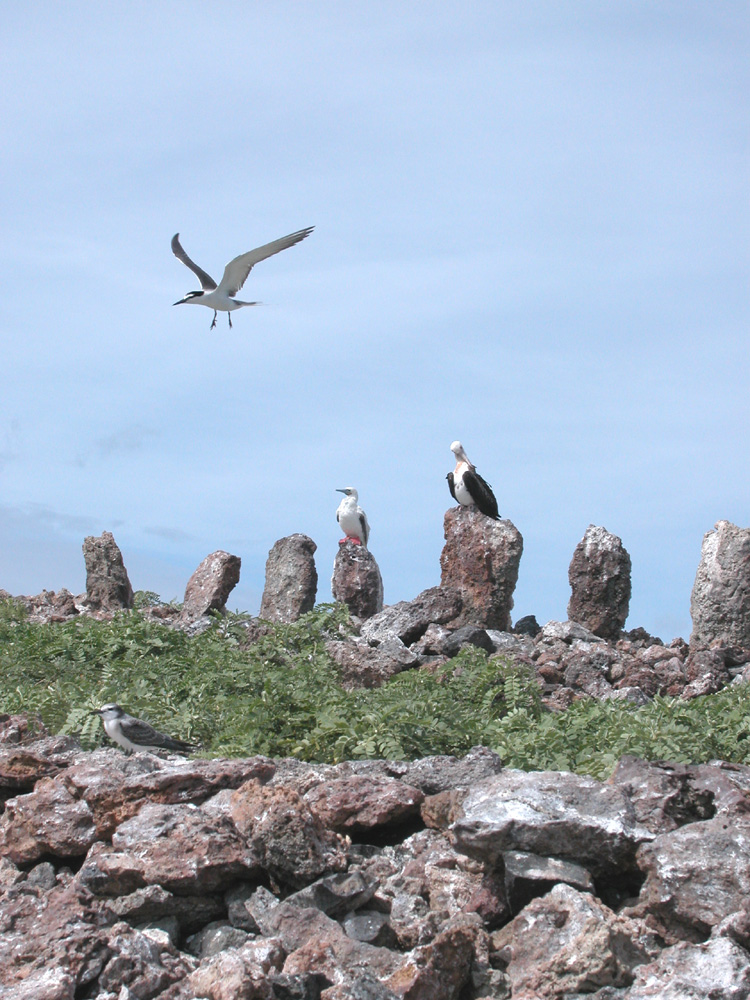
Những cấu trúc đá (heiau) trên đảo

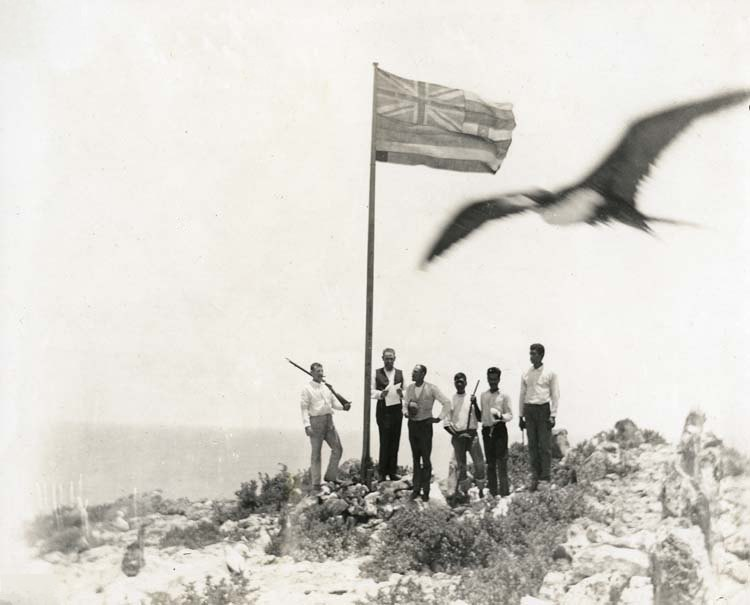
Buổi lễ chiếm hữu đảo Necker ngày 27 tháng 5 năm 1894

Nằm cách Nihoa khoảng 155 hải lý (287 km) về phía tây bắc, Necker là một đảo đá bazan hình móc câu nằm trên góc đông bắc của một bãi ngầm lớn và nông nằm cách các bãi cạn Frigate Pháp 120 km về phía đông nam. Đây là phần còn lại của một núi lửa hơn 10 triệu năm tuổi. Đảo này có thể được chia làm hai phần. Phần chính dài 1.300 m với chiều rộng từ 60 đến 200 m. Tại đây có năm ngọn đồi, trong đó ngọn cao nhất đạt cao độ 84 m so với mực nước biển. Phần nhỏ hơn - cao tối đa 48 m so với mặt biển - trải dài khoảng 183 m về hướng bắc tính từ góc phía tây của đảo. Hai phần này hợp với nhau tạo thành một vịnh nhỏ có tên gọi là vịnh Shark (Shark Bay). Theo thống kê của Cục Thống kê Dân số Hoa Kỳ năm 2000 thì đảo có diện tích là 182.890 m² (18,289 ha). Tuy là đảo nhỏ thứ nhì trong quần đảo Tây Bắc Hawaii nhưng khu vực sinh vật biển sinh sống xung quanh đảo này (tính đến độ sâu 100 m) đạt diện tích 1.538 km², lớn thứ nhì trong quần đảo.

## Sự có mặt của con người
Đảo Necker từng ghi dấu chân của người Polynesia từ thế kỉ 13, thể hiện qua sự tương đồng về dấu tích văn hoá giữa Necker với Tahiti và quần đảo Tuamotu. Rất có khả năng người xưa dùng Necker làm nơi tiến hành các nghi thức tôn giáo trong những chuyến thăm viếng ngắn ngày của họ thay vì định cư lâu dài tại đây. Người ta đã phát hiện 55 địa điểm văn hoá trên đảo, trong đó có 33 nơi là dành cho tôn giáo, 17 nơi là hang để trú ngụ và hai nơi chưa rõ công năng. Trên đảo có những tàn tích của các cấu trúc xây từ đá dùng trong các nghi lễ (gọi là heiau), các ki'i pohaku (tượng người bằng đá), rìu đá, đá mài, bát đá và dụng cụ đánh cá.
Ngày 4 tháng 11 năm 1786, trong hành trình từ Monterey, California (Hoa Kỳ) đến Ma Cao, vị thuyền trưởng người Pháp Jean-François de La Pérouse đã "khám phá" và đặt tên cho đảo là Necker nhằm vinh danh Jacques Necker - Bộ trưởng Bộ Tài chính Pháp dưới triều Vua Louis XVI. Năm 1857, Vua Kamehameha IV phái thuyền trưởng John Paty đến tuyên bố chủ quyền của Vương quốc Hawaii đối với đảo. Khoảng đầu thập niên 1890, Anh có ý định sử dụng Necker làm nơi đặt trạm cho tuyến cáp ngầm nối Úc với Canada. Khi chiến thuyền Champion của Anh đến cảng Honolulu thì chính quyền Hawaii ngay tức khắc phái Bộ trưởng Bộ Nội vụ James A. King chiếm hữu chính thức đảo này. Ngày 27 tháng 5 năm 1894, thuyền trưởng của tàu hơi nước Iwalani đến cắm cờ trên đảo Necker dưới danh nghĩa Chính phủ Lâm thời Hawaii.

## Sinh thái
Trên bề mặt đảo Necker chỉ có một lớp đất mỏng và thưa thớt đây đó là năm loài thực vật thấp, gồm: Chenopodium sandwicheum, Panicum torridum, Portulaca lutea, Sesuvium portulacastrum và Sesbania tomentosa. Trong vịnh Shark có một khu hệ tảo ở vùng đáy.
Do đảo bị tác động bởi sóng biển mạnh đến từ mọi hướng nên san hô ở Necker phát triển ở những nơi phải được che chắn khỏi sóng biển (dù là không hoàn toàn) như trong hang động và các rãnh nước. Người ta ghi nhận được 16 loài san hô cứng tại đây, trong đó thường gặp nhất là Pocillopora meandrina và Porites lobata. Hải vực Necker có nhiều cá rạn san hô. Có vô số con sao sao sống trên đới sóng vỗ của đảo.
Đảo Necker có 15 loài côn trùng đặc hữu. Đây còn là điểm đến của một số cá thể hải cẩu thầy tu Hawaii và là nơi làm tổ của hàng nghìn con chim biển. Đồi mồi dứa cũng tìm đến phơi nắng tại điểm nối hai phần của hòn đảo nhưng chúng không làm tổ ở đây do đảo này không có các bãi cát.